# Boy Niang 2
 (mars 2023).
La mise en forme du texte ne suit pas les recommandations de Wikipédia : il faut le « wikifier ».
Les points d'amélioration suivants sont les cas les plus fréquents :
- Les titres sont pré-formatés par le logiciel. Ils ne sont ni en capitales, ni en gras.
- Le texte ne doit pas être écrit en capitales (les noms de famille non plus), ni en gras, ni en italique, ni en « petit »…
- Le gras n'est utilisé que pour surligner le titre de l'article dans l'introduction, une seule fois.
- L'italique est rarement utilisé : mots en langue étrangère, titres d'œuvres, noms de bateaux, etc.
- Les citations ne sont pas en italique mais en corps de texte normal. Elles sont entourées par des guillemets français : « et ».
- Les listes à puces sont à éviter, des paragraphes rédigés étant largement préférés. Les tableaux sont à réserver à la présentation de données structurées (résultats, etc.).
- Les appels de note de bas de page (petits chiffres en exposant, introduits par l'outil «  Source ») sont à placer entre la fin de phrase et le point final[comme ça].
- Les liens internes (vers d'autres articles de Wikipédia) sont à choisir avec parcimonie. Créez des liens vers des articles approfondissant le sujet. Les termes génériques sans rapport avec le sujet sont à éviter, ainsi que les répétitions de liens vers un même terme.
- Les liens externes sont à placer uniquement dans une section « Liens externes », à la fin de l'article. Ces liens sont à choisir avec parcimonie suivant les règles définies. Si un lien sert de source à l'article, son insertion dans le texte est à faire par les notes de bas de page.
- La présentation des références doit suivre les conventions bibliographiques. Il est recommandé d'utiliser les modèles {{Ouvrage}}, {{Chapitre}}, {{Article}}, {{Lien web}} et/ou {{Bibliographie}}. Le mode d'édition visuel peut mettre en forme automatiquement les références.
- Insérer une infobox (cadre d'informations à droite) n'est pas obligatoire pour parachever la mise en page.

Pour une aide détaillée, merci de consulter Aide:Wikification.
Si vous pensez que ces points ont été résolus, vous pouvez retirer ce bandeau et améliorer la mise en forme d'un autre article.
Boy Niang 2, né le 12 octobre 1990 à Pikine, est un champion de lutte sénégalaise appartenant au cercle restreint des lutteurs de tout premier plan, dits « VIP ».
Surnommé également « le Thiapathioly de Pikine » (ce qui signifie en langue Wolof « l’Unique de Pikine » pour marquer sa spécificité), Boy Niang 2 est également souvent désigné en version plus courte comme « BN2 ».

## Biographie
Boy Niang 2 porte le nom de son oncle maternel, Boy Niang aujourd’hui décédé, et champion de lutte dans les années 1970. Boy Niang 2 est issu d’une longue lignée de lutteurs Sérères par son père (Mamadou Niang dit « De Gaulle »), et de lutteurs Peuls du côté de sa mère (son grand-père maternel était également lutteur). Toujours du côté maternel, on recense une ascendance de griots (« guewël»).
La famille paternelle de Boy Niang 2 est originaire du village de Sambè, à côté de la ville de Diourbel, à 170 km de la capitale.
Boy Niang 2 est le chef de file de l’Ecurie Boy Niang qu’il dirige avec « De Gaulle ». Son père, lutteur de renom dans les années 1980, est un entraineur expérimenté, doté d’une très grande expertise technique et intelligence du combat, autant de qualités dont Boy Niang 2 a pu dès l’origine bénéficier. Parallèlement à l’encadrement de l’écurie, De Gaulle dirige aujourd’hui son école de lutte, en collaboration avec son fils.
Dès son plus jeune âge, Boy Niang 2 commence la lutte mais aussi la boxe, comme le déclare son père De Gaulle, dans une interview de 2018 au journal sénégalais Le Quotidien.
A dix ans, Boy Niang 2 remporte son premier trophée de boxe, et des professionnels du sport européens proposent à son père de le ramener en Europe. Ses parents refusent, souhaitant que leur fils poursuive ses études au Sénégal.
Toujours à la même période, Boy Niang 2 se rend en Italie pour un tournoi de boxe ; un champion du monde italien le remarque et tente de le retenir en proposant à ses parents de lui faire obtenir la nationalité italienne. Sa mère s’y oppose et refuse à nouveau de le laisser partir.
Dans un milieu comme la lutte sénégalaise, longtemps ostracisé pour son faible niveau d’études, Boy Niang 2 fait un peu figure d’exception. Il est en effet l'un des rares lutteurs à avoir pu et su combiner études secondaires et lutte sénégalaise. Il a poursuivi son cursus scolaire jusqu'en classe de Terminale.
Dès le début de sa carrière, Boy Niang 2 assume ce statut "d’intellectuel » qu’on lui attribue.
Par son caractère et ses prises de positions originales, Boy Niang 2 occupe déjà une place à part dans le monde très restreint des « VIP » de la lutte sénégalaise. Comme il le déclare lors d’une interview en 2009 après son combat contre le lutteur Batista : «Mon plus grand rêve, c’est de devenir médecin pour aider les populations en souffrance. C’est pourquoi je me tue à l’école et j’espère que je gagnerai ce pari».
Prenant exemple sur sa propre expérience, Boy Niang 2 invite les autres lutteurs à aller étudier : «Je suis un lutteur qui a eu une bonne formation depuis la 6ème et jusqu’à la Terminale. (…) Ces études m’ont permis de réaliser beaucoup de choses et de penser que la réussite est au bout de l’effort. Ce que j’ai actuellement, je peux dire que c’est le fruit d’un travail bien fourni. Je leur demande alors d’aller étudier».
Cette règle personnelle de vie semble en effet appliquée par d’autres lutteurs au sein de l’école De Gaulle et de l’Ecurie Boy Niang où un grand nombre de lutteurs partagent les mêmes valeurs, alliant travail et entrainement (pour n’en citer que quelques uns, Karbala, à la fois artisan Aluminium, Machallah, Yaakar tailleur et lutteur, Zambala pêcheur….) combinant lutte professionnelle et activité professionnelle, au delà des métiers traditionnels de la sécurité[réf. nécessaire].
Outre l’aspect purement sportif, Boy Niang 2 incarne aussi une certaine rivalité entre les différents quartiers périphériques de Dakar (en l’occurrence Pikine vs. Guédiawiaye, d’où sont originaires Balla Gaye 2, Sa Thiès, Lac de Guiers 2, autant d’adversaires de Boy Niang 2).
Boy Niang 2 « défend les couleurs de Pikine »et promeut l’idée, tout comme son père, de rassembler un jour les différentes écuries de Pikine sous une seule bannière.

## Carrière
Boy Niang 2 commence sa carrière de lutteur avec frappe « làmb » par une série de six combats victorieux, de 2008 à 2010[réf. nécessaire].
À la suite de cette succession très rapide de victoires, nombre de commentateurs et journalistes considèrent que BN2 est un lutteur hors pair, mêlant brillamment intelligence technique et tactique.

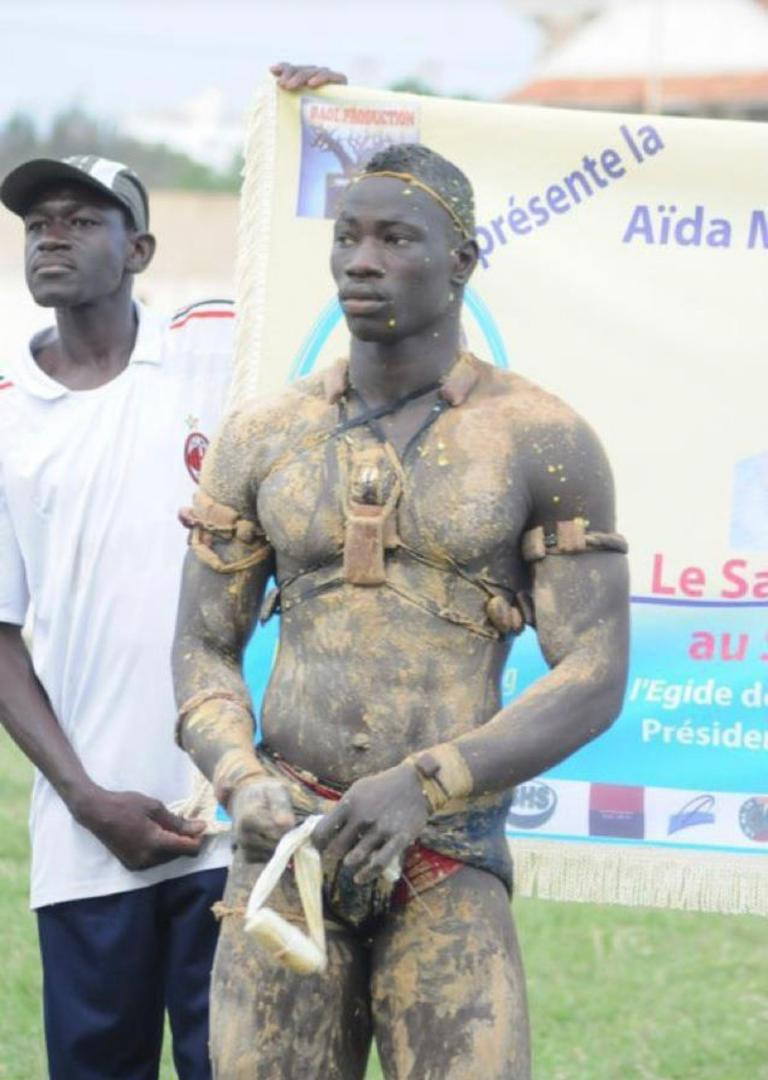
Boy Niang 2 (2011)

Cependant, après cette spectaculaire entrée en scène, BN2 traverse en 2011/2012 une période difficile avec deux défaites sur trois combats. Boy Niang 2 subit sa toute première défaite contre Amanekh, un lutteur plus âgé et plus expérimenté, en février 2011.
Malgré cela, Boy Niang 2 crée la surprise avec sa victoire sur Sa Cadior 2 en 2011. Par son sens chorégraphique, sa popularité et sa technicité, Abou Ndour, journaliste du quotidien spécialisé Sunu Lamb, voit en lui un nouveau phénomène comparable à Modou Lô. Boy Niang 2 sort de la catégorie « jeune lutteur », et reçoit dès après un grand nombre de propositions de la part des organisateurs de combats. Une nouvelle rencontre est organisée contre Zoss en Juillet 2012. Le combat commence par 10 minutes de corps-à-corps, interrompu par une pause de cinq minutes. La lutte reprend et Zoss remporte le combat au bout d’une minute et 40 secondes. Boy Niang 2 vient de subir une deuxième défaite.
Mais Boy Niang 2 est un lutteur au mental plein de ressources et va saisir l’opportunité de ces deux défaites pour rebondir. Malgré ces deux écueils, BN 2 est toujours considéré comme un véritable stratège des arènes, promis à un bel avenir, comme le détaille le quotidien sportif spécialisé de la lutte sénégalaise « Sunu Lamb » dans un article de fin 2017. En 2018, Boy Niang 2 n’a été en effet battu que deux fois seulement, sur 14 combats, soit un « taux de réussite de 85% »comme le remarque le quotidien Sunu Lamb.
Boy Niang 2 se relève et bat successivement Baye Madione de l'écurie "Guem Sa Bopp" de Thiaroye, puis Garga Mbossé. Comme le remarque le journaliste Ibrahima Mansaly sur Pressafrik, "BN2 revient de loin". Fort de ces succès, le temps est alors venu pour lui de se confronter à des lutteurs « VIP », tels que Gris Bordeaux, Balla Gaye 2, Modou Lô et Bombardier, à l’exception des lutteurs de Pikine que BN2 se refuse à affronter.
Comme l’exprime alors l’ancien lutteur Marx Mbargane «(…) il faut le reconnaître, Boy Niang 2 est un lutteur qui peut affronter n’importe quel adversaire. Il a le gabarit et la technique qu’il faut. C’est quelqu’un qui mérite d’affronter les lutteurs qui sont aujourd’hui au sommet de l’arène». Le 5 mars 2017 au stade Demba Diop, Boy Niang 2 affronte Gouye Gui, un lutteur réputé pour ses prouesses physiques impressionnantes, capable d’enchainer 9 combats victorieux en une seule saison. Boy Niang 2 sort victorieux de ce combat, et défie Balla Gaye 2, dit « le Lion de Guédiawaye », le seul «à ne pas figurer à son tableau de chasse». Balla Gaye 2 décline le combat, et avec une pointe de mépris, lui conseillant de plutôt se mesurer d’abord à son jeune frère, le lutteur Sa Thiès (que les commentateurs considèrent comme « le bouclier de Balla Gaye 2 ». En août 2017, la confrontation est organisée dans les six mois à venir. Le 11 mars 2018, Boy Niang 2 bat Sa Thiès au stade Leopold Senghor (jusqu’à alors utilisé pour les grands combats de lutte, avant l’accident fatal du 26 décembre 2019 qui a coûté la vie à 4 personnes). Après la défaite de son petit frère, Balla Gaye 2 va bientôt ne plus pouvoir rester en retrait.
Entretemps, un combat est organisé avec le lutteur Lac de Guiers 2 de l’écurie de Guédiawaye. À la suite d'une rencontre avec l’Ambassadeur du Japon, Boy Niang 2 part se préparer à Tokyo pour cette rencontre. Il s’entraine ensuite en Corse pendant 2 mois, dans la région d’Ajaccio, avec un coach spécialisé.
Boy Niang 2 affronte ensuite Lac de Guiers 2 en 2019 mais le match se termine sur un nul. Finalement, après quelques jours de battement, le CNGL (Comité National de Gestion de la Lutte, l’instance de contrôle rattachée au Ministère des Sports) invalide la décision de l’arbitre et attribue la victoire à Lac de Guiers 2.
Le combat tellement attendu depuis 2017 entre Boy Niang 2 et Balla Gaye 2 a enfin lieu le 1er janvier 2023 dans l’Arène Nationale de Pikine, pleine à craquer de supporters venus des deux quartiers concurrents, Pikine et Guédiawaye. Boy Niang 2 va enfin se trouver face à face à l’un des plus grands champions de la lutte, celui qui a mis fin au règne du légendaire Yékini. Faisant preuve d’une grande expertise technique, Boy Niang 2 bat son rival Balla Gaye 2 en 1 minute et 53 secondes,.
Pour Boy Niang 2, la voie est désormais libre pour affronter en combat singulier le détenteur actuel du titre de Roi des Arènes, Modou Lô du quartier des Parcelles Assainies de Dakar, la Capitale contre la Périphérie. Ce «combat royal», organisée par Gaston Productions est programmé pour le début de l’année 2024, sous le patronage du « drapeau du Chef de l’État », le Président de la République Macky Sall.

## Chronologie des combats
| Année | Jour   | Adversaire      | Écurie adverse            | Résultat                                               |
| ----- | ------ | --------------- | ------------------------- | ------------------------------------------------------ |
| 2008  | 25.12  | Modou Diouf     | Écurie Tivaouane          | Victoire                                               |
| 2009  | 28.02  | Batista         | Écurie Jap de Gninaw Rail | Victoire                                               |
| 2009  | 01.05  | Akon            | École de lutte Balla Gaye | Victoire                                               |
| 2009  | 21.06  | Mbiss           | Écurie Balla Gaye         | Victoire                                               |
| 2009  | 20.12  | Brise-de-mer    | Écurie Ndakaru            | Victoire                                               |
| 2010  | 24.07  | Pape Sène       | Écurie Baol               | Victoire                                               |
| 2011  | 27.02. | Amanekh Seck    | Écurie Lébougui           | Défaite                                                |
| 2011  | 10.04  | Dolf            | Écurie Rock Energie       | Victoire                                               |
| 2011  | 02.07  | Sa Cadior 2     | Ecole de lutte Mor Fadam  | Victoire                                               |
| 2012  | 09.04  | Double Less 2   | École de lutte Balla Gaye | Victoire                                               |
| 2012  | 08.07  | Zoss            | Écurie Door Dooraat       | Défaite                                                |
| 2014  | 23.02  | Baye Mandione   | Écurie Thiaroye-sur-mer   | Victoire                                               |
| 2016  | 13.03  | Garga Mbossé    | Écurie Door Dooraat       | Victoire                                               |
| 2017. | 05.03  | Gouye Gui       | Écurie Bada Dione         | Victoire                                               |
| 2018  | 11.03  | Sa Thiès        | Écurie Double Less        | Victoire                                               |
| 2019  | 13.07  | Lac de Guiers 2 | Écurie Walo               | Défaite (d'abord match nul, puis sur décision du CNGL) |
| 2021  | 19.12  | Tapha Tine      | Écurie Baol Mbollo        | Défaite (aux points, sur décision arbitrale)           |
| 2023  | 01.01  | Balla Gaye 2    | École de lutte Balla Gaye | Victoire                                               |
| 2024  | 01.01  | Modou Lô        | Écurie Rock Energie       | Défaite                                                |

## Autres activités
Le 25 mars 2023, le groupe des chaines de la télévision publique NHK a diffusé pour la première fois sur son canal NHK BS Premium , un reportage de 50 minutes sur Boy Niang 2, l'Écurie et l'École de Lutte De Gaulle, avec les différents lutteurs dont le jeune Machallah. Cette émission fait partie d'une nouvelle série intitulée « Fight Road » 『ファイトロード』. Le programme de cette émission est présenté par le boxeur japonais Ryota Murata, médaillé d'or aux Jeux olympiques d'été de 2012 (Londres) et champion du monde WBA (2017). Une vidéo de leur première rencontre en Février 2023 a été publiée sur la chaine Youtube de BN2. Ryota Murata s'est rendu avec BN2 ensuite dans son village natal de Sambè, dans une ambiance de liesse populaire.